# Mackenzie Peninsula
Mackenzie Peninsula är en udde i Antarktis. Den ligger i Sydorkneyöarna. Argentina och Storbritannien gör anspråk på området. Mackenzie Peninsula ligger på ön Laurie Island.
Terrängen inåt land är kuperad österut, men åt sydväst är den platt. Havet är nära Mackenzie Peninsula västerut. Trakten är obefolkad. Det finns inga samhällen i närheten.